# Suaux
Suaux ist eine französische Gemeinde mit 380 Einwohnern (Stand: 1. Januar 2022) im Département Charente in der Region Nouvelle-Aquitaine (vor 2016 Poitou-Charentes); sie gehört zum Arrondissement Confolens und zum Kanton Charente-Bonnieure. 

## Geographie
Suaux liegt etwa 35 Kilometer nordöstlich von Angoulême. Suaux wird umgeben von den Nachbargemeinden Nieuil im Norden, Terres-de-Haute-Charente im Nordosten, Osten und Südosten, Cherves-Châtelars im Süden, Vitrac-Saint-Vincent im Süden und Südwesten, Chasseneuil-sur-Bonnieure im Südwesten sowie Lussac im Westen.

## Bevölkerungsentwicklung
| Jahr                       | 1962 | 1968 | 1975 | 1982 | 1990 | 1999 | 2006 | 2019 |
| Einwohner                  | 509  | 484  | 460  | 373  | 367  | 356  | 369  | 386  |
| Quellen: Cassini und INSEE |      |      |      |      |      |      |      |      |

## Sehenswürdigkeiten
- Kirche Saint-Cybard aus dem 13. Jahrhundert
- Schloss Suaux, 1585 erbaut, heutiges Rathaus

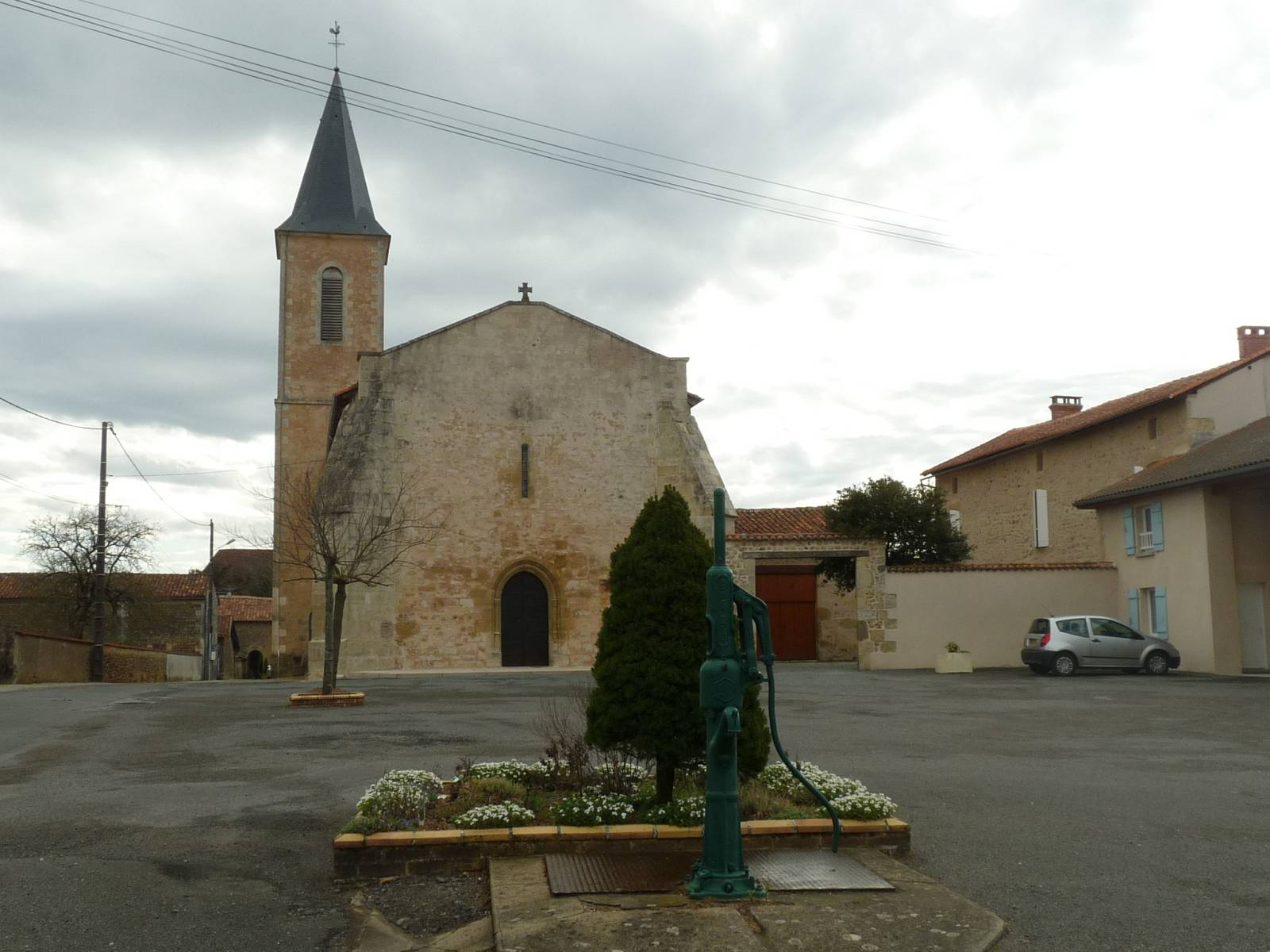
Kirche Saint-Cybard

- Haus Brassac